# Gunung Tiga II
Gunung Tiga II is een bestuurslaag in het regentschap Kaur van de provincie Bengkulu, Indonesië. Gunung Tiga II telt 209 inwoners (volkstelling 2010).